# Cosmo’s Factory
Cosmo’s Factory — пятый студийный альбом американской рок-группы Creedence Clearwater Revival, вышедший в июле 1970 года на лейбле Fantasy Records. Шесть из одиннадцати треков альбома были выпущены в качестве синглов в 1970 году, и все они вошли в пятерку лучших в чарте Billboard Hot 100. Альбом провел девять недель подряд на первом месте в Billboard Top LP’s и был сертифицирован Ассоциацией звукозаписывающей индустрии Америки как 4-кратно платиновый в 1990 году.

## Об альбоме
Диск записан в сан-францисской студии Wally Heider’s. Альбом был назван в честь строения, где группа обустроила себе рабочую резиденцию, а также барабанщика Дуга «Космо» Клиффорда, который впервые и назвал это строение «Фабрикой».
Cosmo’s Factory стал самым коммерчески успешным альбомом Creedence Clearwater Revival (возглавив хит-парады США, Великобритании, Австралии) и ознаменовал (по мнению многих рок-критиков) пик творчества группы. Синглами из него вышли «Lookin’ Out My Back Door» (#2 США, #20 Великобритания), «Travelin’ Band» (#2 США, #8 Великобритания), «Up Around the Bend» (#4, США, #3 Великобритания).
В 2003 году Cosmo’s Factory вошёл в список 500 лучших альбомов всех времён журнала Rolling Stone (#265).

## Список композиций
Слова и музыка всех песен — написаны Джоном Фогерти, если не указано иное.
| №  | Название                   | Автор(ы)             | Длительность |
| -- | -------------------------- | -------------------- | ------------ |
| 1. | «Ramble Tamble»            |                      | 7:09         |
| 2. | «Before You Accuse Me»     | Эллас Макдэниэл      | 3:24         |
| 3. | «Travelin’ Band»           |                      | 2:07         |
| 4. | «Ooby Dooby»               | Уэйд Мур, Дик Пеннер | 2:05         |
| 5. | «Lookin’ Out My Back Door» |                      | 2:31         |
| 6. | «Run Through the Jungle»   |                      | 3:09         |

| №  | Название                           | Автор(ы)                       | Длительность |
| -- | ---------------------------------- | ------------------------------ | ------------ |
| 1. | «Up Around the Bend»               |                                | 2:40         |
| 2. | «My Baby Left Me»                  | Артур Крудап                   | 2:17         |
| 3. | «Who’ll Stop the Rain»             |                                | 2:28         |
| 4. | «I Heard It Through the Grapevine» | Норман Уитфилд, Барретт Стронг | 11:05        |
| 5. | «Long As I Can See the Light»      |                                | 3:33         |

| №   | Название                                                                   | Длительность |
| --- | -------------------------------------------------------------------------- | ------------ |
| 12. | «Travelin’ Band» (Remake Take)                                             | 2:16         |
| 13. | «Up Around the Bend» (концерт в Амстердаме, 10 сентября 1971)              | 2:42         |
| 14. | «Born on the Bayou» (джэм с Booker T. & the M.G.’s, Fantasy Studios, 1970) | 5:58         |

## Участники записи
Список составлен в соответствии с информацией базы данных Discogs.

| Creedence Clearwater Revival: - Джон Фогерти — вокал, соло-гитара, гармоника, фортепиано, саксофон - Том Фогерти — ритм-гитара, бэк-вокал - Стю Кук — бас-гитара, бэк-вокал - Дуг Клиффорд — ударные, ковбелл | Технический персонал: - Джон Фогерти — аранжировщик, продюсер - Расс Гэри — звукоинженер - Боб Фогерти — оформление и дизайн обложки, фотография - Ричард Таддей — оформление и дизайн внутреннего конверта |

## Позиции в хит-парадах и сертификации
| Год появления в чарте | Хит-парад                                        | Высшая позиция | Пребывание в чарте |
| --------------------- | ------------------------------------------------ | -------------- | ------------------ |
| 1970—1971             | Австралия (Kent Music Report)                    | 1              | нет данных         |
| 1970—1971             | Великобритания (UK Albums Chart)                 | 1              | 15 недель          |
| 1970—1971             | Италия (Musica e dischi)                         | 2              | 17 недель          |
| 1970—1971             | Канада (RPM Albums Chart)                        | 1              | 37 недель          |
| 1970—1971             | Нидерланды (Hilversum 3 LP Top 10)               | 2              | 17 недель          |
| 1970—1971             | Норвегия (VG-lista)                              | 1              | 33 недели          |
| 1970—1971             | США (Billboard Best Selling Rhythm & Blues LP’s) | 11             | 22 недели          |
| 1970—1971             | США (Billboard Top LP’s)                         | 1              | 69 недель          |
| 1970—1971             | Финляндия (Suomen virallinen lista)              | 1              | 56 недель          |
| 1970—1971             | ФРГ (Offizielle Top 100)                         | 4              | 7 недель           |
| 1970—1971             | Япония (Oricon)                                  | 10             | нет данных         |
|                       |                                                  |                |                    |
| 2019                  | Шотландия (Scottish Albums Chart)                | 92             | 1 неделя           |
|                       |                                                  |                |                    |
| 2024                  | Бельгия/Фландрия (Ultratop)                      | 199            | 1 неделя           |
| 2024                  | Шотландия (Scottish Albums Chart)                | 75             | 1 неделя           |

| Год  | Хит-парад                          | Позиция |  |
| ---- | ---------------------------------- | ------- |  |
| 1970 | Италия (FIMI)                      | 16      |  |
| 1970 | США (Billboard Soul Albums)        | 50      |  |
| 1970 | США (Billboard Top LP’s)           | 30      |  |
|      |                                    |         |  |
| 1971 | Нидерланды (Buma/Stemra)           | 57      |  |
| 1971 | США (Billboard Top Popular Albums) | 35      |  |
| 1971 | ФРГ (Offizielle Top 100)           | 41      |  |

| Регион | Сертификация  | Продажи    |
| --- | ------------- | ---------- |
| Великобритания (BPI) | Золотой       | 100 000    |
| США (RIAA) | 4× Платиновый | 4 000 000^ |
| Финляндия (Musiikkituottajat) | Золотой       | 20 000     |
| ^ Данные о тиражах приведены только на основе сертификации. · Данные о продажах + прослушиваниях приведены только на основе сертификации. |               |            |